# Dragan Kresoja
Dragan Kresoja (Zagreb, 23 de març de 1946 - Belgrad 6 de novembre de 1996) va ser un director de cinema serbi. Després de treballar com a ajudant de direcció en una sèrie de produccions de televisió i llargmetratges de Iugoslàvia durant la dècada de 1970, va començar a dirigir a principis de la dècada de 1980. Dues de les seves pel·lícules van ser presentacions iugoslaves per a l'Oscar a la millor pel·lícula de parla no anglesa, Kraj rata (1984) i Original falsifikata (1991). La seva pel·lícula de 1987 Oktoberfest va participar al 15è Festival Internacional de Cinema de Moscou.

## Filmografia
- Još ovaj put (1983)
- Kraj rata (1984)
- Oktoberfest (1987)
- Original falsifikata (1991)
- Pun mesec nad Beogradom (1993)
- Tamna je noć (1995)